# Firmatjek
Firmatjek er en websted oprettet af Forbrugerstyrelsen over virksomheder , som ikke har efterlevet Forbrugerklagenævnets afgørelser i forbindelse med klager fra forbrugere.
Listen omhandler kun afgørelser der er truffet efter den 1. januar 2004.
Offentliggørelse på Firmatjeks liste kan ske, når den erhvervsdrivende:
- ikke har efterlevet afgørelsen efter en frist på 30 dage.
- efter udløbet af fristen, er blevet skriftligt oplyst om, at hvis afgørelsen ikke efterleves inden for en frist på 14 dage, vil den erhvervsdrivendes navn blive offentliggjort på Firmatjek. 

Hvis den erhvervsdrivende, eller forbrugeren, vælger at indbringe afgørelsen for domstolene, må oplysningerne om den manglende efterlevelse ikke offentliggøres.
Hvis den erhvervsdrivende, efter at navnet er offentliggjort på listen, vælger efterfølgende at efterleve afgørelsen, bliver oplysningerne på listen straks slettet.
Listen bliver løbende opdateret, og ingen oplysninger må ligge mere end et år.
Læs nærmere om lovbestemmelserne om offentliggørelse i lov om forbrugerklager § 15 og bekendtgørelse om forbrugerklager § 20 og § 21.

## Ekstern henvisning
- Firmatjek, Forbrugerstyrelsens hjemmeside Arkiveret 9. juni 2007 hos  Wayback Machine

| Myndighed | Spire Denne artikel om en offentlig myndighed er en spire som bør udbygges. Du er velkommen til at hjælpe Wikipedia ved at udvide den. |